# Gécamines
Gécamines, voluit La Générale des Carrières et Mines, is het staatsbedrijf in de Democratische Republiek Congo dat instaat voor het beheer en de exploitatie van de mijnen (ondergronds) en groeves (open-pit, uitgravingen). De onderneming is vooral actief in de zuidoostelijke provincie Katanga, waar het koper-, zink-, tin-, kobalt- en uraniummijnen bezit. De hoofdzetel van het bedrijf ligt in Lubumbashi, hoofdplaats van Katanga.
Het bedrijf werd in 1967 opgericht, nadat dictator Mobutu de Union Minière de Haut-Katanga nationaliseerde, een ex-koloniale maatschappij die de mijnen in bezit had.
Katanga heeft een van de grootste voorraden van natuurlijke rijkdommen op aarde, vooral dan inzake koper. Niet alleen is het (koper)bekken zeer groot, de percentages van de ertsen in de grond zijn de hoogste op aarde. Toch heeft het bedrijf een enorme financiële put. Dit komt door het jarenlange financiële wanbeheer en corruptie, gevolgd door de burgeroorlog in Congo.
De export van mijnproducten is door deze problemen sinds het begin van de jaren 90 volledig in elkaar gezakt: 
- 1989: 440 850 ton koper, 54 043 ton zink
- 1994: 32 400 ton koper, 2 515 ton zink, 3 600 ton kobalt
- 2003: 16 172 ton koper, 1 200 ton kobalt

Door een hele reeks maatregelen en nieuwe joint ventures met buitenlandse bedrijven probeert men het tij te doen keren en kunnen in de volgende jaren bepaalde mijnen opnieuw worden heropgestart, zoals de Kamotomijn, een van de grootste koper- en kobaltmijnen van Afrika.
In september 2021 opende de Algemene Inspectie van Financiën (IGF) een onderzoek naar Gécamines. Dit onderzoek, dat net van start is gegaan, bestrijkt een periode van 2010 tot nu. Volgens onze informatie dekt deze controle de verkoop- of overdrachtsvoorwaarden van de mijnbouwactiva van Gécamines ten voordele van particuliere actoren, de leasingcontracten die deze laatste op zijn mijnbouwactiva heeft ondertekend en ten slotte de resultaten van de laatste tien jaar.
In december 2021 werd Albert Yuma afgezet als president van Gécamines.